# Pic de la Castella
La Castella, o Pic de la Castella és una muntanya de 2.699,8 m alt del límit dels termes comunals de Fillols, Taurinyà i Vernet, tots tres de la comarca del Conflent, a la Catalunya del Nord.
És a l'extrem sud del terme de Fillols, al sud-oest del de Taurinyà i a l'oest del de Vernet. És molt a prop al nord-oest del Pic Jofre, en un contrafort septentrional del Canigó.